# Puklerzyk różowy
Puklerzyk różowy (Zaedyus pichiy) – gatunek ssaka, pancernikowca z rodziny Chlamyphoridae. Bliski krewny włosopuklerznika i puklerznika. Jego głowę i tułów pokrywa pancerz o 6–8 wolnych pasach, porośnięty włosem. Prowadzi samotny, dzienny tryb życia na suchych obszarach Argentyny i Chile, chroni się w jamie. Samica rodzi 1–2, rzadziej 3 młode. Jest gatunkiem bliskim zagrożenia wyginięciem.

## Genetyka
Diploidalna liczba chromosomów 2n = 62. Liczba fundamentalna FN = 94.

## Budowa
Abba i Superina podają następujące wymiary: głowa z tułowiem mają od 22 do 31 cm długości, ogon osiąga między 8 a 13 cm, ucho ma od 1,3 do 1,7 cm, zaś tylna stopa osiąga od 4,4 do 5,2 cm. Masa ciała zawiera się w przedziale między 0,7 a 1,5 kg. Samice nieznacznie ustępują samcom pod względem masy ciała. Wymiary te czynią puklerzyka różowego znacznie mniejszym od puklerznika sześciopaskowego o dopółmetrowych głowie i tułowiu oraz doćwierćmetrowym ogonie czy też włosopuklerznika kosmatego (odpowiednio 26–40 i 12–15 cm). Rozmiarami przypomina on bardziej włosopuklerznika wrzaskliwego (głowa i tułów osiągają długość od 20 do 30 cm, do czego ogon dodaje 8–11 cm), najmniejszego przedstawiciela podrodziny puklerzników.
Ubarwienie może być zmienne. Pancerz może przybierać barwy od bladej żółci do prawie czarnej. Spomiędzy płyt wyrastają włosy.
Głowę i tułów zwierzęcia pokrywa pancerz. Przednią część pancerza okrywającego grzbiet tworzy tarcza łopatkowa (scapular shield). Po niej następuje od sześciu do ośmiu przesuwalnych pierścieni (podobna liczba występuje u włosopuklerznika wrzaskliwego czy puklerznika sześciopaskowego). Spomiędzy nich wyrastają włosy. Część tylna pancerz to tarcza miedniczna (pelvic shield). Marginalne płytki kostne (scutes) są ostro zakończone, w przeciwieństwie do prostokątnych u puklerznika sześciopaskowego. Podobnych nie obserwuje się u żadnego innego współczesnego pancernikowca.
Kształt głowy zależeć może od miejsca, z którego pochodzi dany osobnik. U mieszkańców północnej prowincji Mendoza jest ona krótsza i szersza, niż od ich sąsiadów z południa. Uszy są szare i krótkie.

## Systematyka

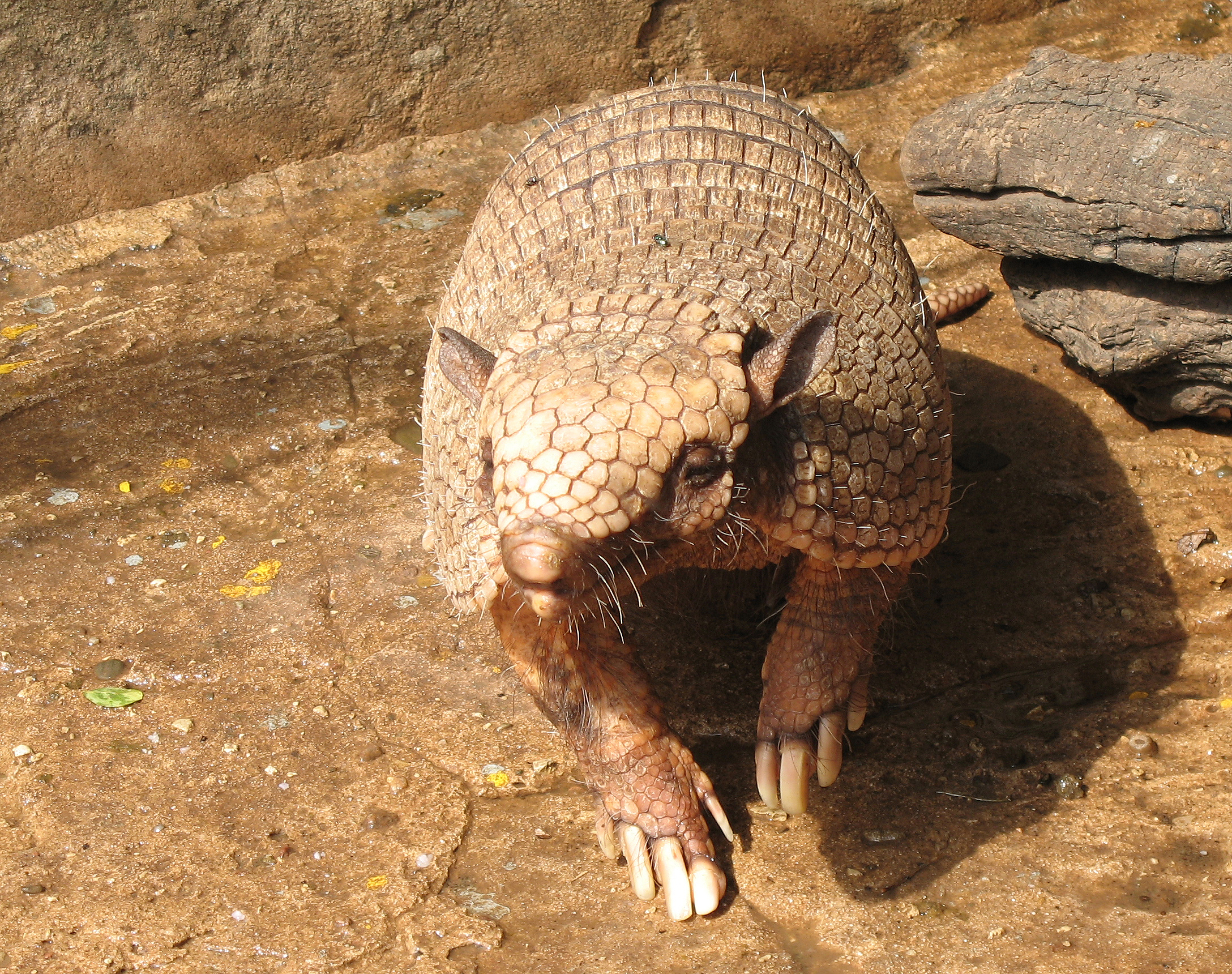
Bliskim krewnym puklerzyka różowego jest puklerznik sześciopaskowy

Pierwszy opis gatunku pojawił się w 1782 piórem Moliny. Jako miejsce typowe podano Chile. Gatunkowi nadano jednak nazwę Dasypus quadricinctus. Okazało się jednak, że nazwa ta została wcześniej użyta w określeniu innego gatunku. W 1758 Linneusz nazwał tak gatunek, który później okazał się tożsamy z bolitą południową.
Poprawnego opisu nowego taksonu dokonał w 1804 Desmarest. Stworzył on dlań nazwę Loricatus pichi. Epitet gatunkowy pochodzi z 3 lata wcześniejszej pracy Azary, gdzie stoi tatou-pichy pochodzące z kolei od słowa pichi, które w języku Mapuche oznacza niewielki. Miejsca typowego nie podał w ogóle. Bazując na pracy Azary identyfikowano je jako les Pampas au Sud de Buenos-Ayres, depuis le parallele de 36e. degre de latitude meridionale, jusqu'a la Terre des Patagons (Pampa na południe od Buenos-Ayres, od równoleżnika 36. stopień szerokości geograficznej południowej, aż do Krainy Patagonii). W 1958 A. Cabrera określił je jako Buenos Aires w Argentynie. Rodzaj Loricatus nie został uwzględniony w Polskim nazewnictwie ssaków świata. Kolejni autorzy opisywali gatunek pod różnymi nazwami, umieszczając go w rodzaju Dasypus, Tatusia, Tatus, Euphractus, Chaetophractus.
Obecnie gatunek umieszcza się w rodzaju Zaedyus kreowanym przez Ameghino w 1889. Nazwa ta oznacza bardzo przyjemnego pancernika. Za to grecka partykuła wzmacniająca znaczenie, edy bierze się z greckiego edys oznaczającego przyjemny. Po polsku zwie się go puklerzykiem. Jest to takson monotypowy. W przeszłości zaliczano go do podrodziny puklerzników Euphractinae w obrębie rodziny pancernikowatych Dasypodidae. Jednakże badania molekularne wskazały na znaczną odrębność przedstawicieli rodzaju Dasypus (pancernik) od wszystkich innych przedstawicieli rzeczonej rodziny. W efekcie Dasypus pozostawiono jako jedyny rodzaj rodziny Dasypodidae, pozostałych jej przedstawicieli umieszczono natomiast w rodzinie Chlamyphoridae, nieposiadającej nazwy polskiej. W rodzinie tej wyróżnia się 3 podrodziny: Chlamyphorinae, Tolypeutinae (bolity) i Euphractinae, czyli puklerzniki. Te ostatnie obejmują 3 gatunki obejmujące 4 rodzaje. Prócz puklerzyka różowego obejmuje ona puklerznika sześciopaskowego i 2 gatunki włosopuklerznika (dawniej 3).
Obecnie wyróżnia się 2 podgatunki:
- Zaedyus pichiy pichiy Desmarest, 1804,
- Zaedyus pichiy caurinus Thomas, 1928[3][4].

## Tryb życia
Zwierzę aktywne jest za dnia. W nocy kryje się w jamie, która zapewnia mu też bardziej stabilną temperaturę otoczenia. Wejście do niej ukryte jest zwykle wśród roślinności, ma kształt kopuły, wysokiej na 8 cm i szerokiej na 15 cm. Jedna nora ma tylko jedno wejście. Dalej znajduje się nierozgałęziony tunel długości do kilku mterów. Sięga on na różną głębokość w dół, zależną od warunków środowiskowych i szerokości geograficznej – tak by zapewniał stałą temperaturę w środku. Pomagać w tym może także zabezpieczenie wejścia, chroniące również przed drapieżnikami. Sięgać więc może do półtora metra w głąb. Kończy go pojedyncza komora. Puklerzyk nie ma w zwyczaju moszczenia w niej gniazda. Odnotowano używanie opuszczonych nor puklerzyków różowych przez inne zwierzęta, jak węże.
Jesienią puklerzyk różowy odkłada warstwę tłuszczu, która zapewnia mu energię podczas zimowej hibernacji, trwającej kilka miesięcy, podczas której okresowo budzi się. Jest jedynym obecnym pancernikowcem zapadającym w sen zimowy. Poza tym czasem może okresowo wchodzić w torpor, trwający dłużej i pojawiający się częściej w niesprzyjających warunkach środowiskowych.
Tryb życia wiedzie samotny, spotkania ograniczają się w zasadzie do rozrodu, gdzie kilka samców może gonić jedną samicę bądź samce konkurują ze sobą o partnerkę. Niekiedy wydaje z siebie pomruki, zwłaszcza w sytuacji zagrożenia. Zdarza się, że przechodzą one w chrząknięcie czy wrzask. Nie wiadomo, jaką powierzchnię zajmuje jeden osobnik, ale areał, zwłaszcza na suchych obszarach, zdaje się być rozległy.

### Cykl życiowy
Występuje sezon rozrodczy rozpoczynający się wiosną i trwający do wczesnego lata, aczkolwiek występują tu istotne różnice związane z szerokością geograficzną i długością dnia. Okres rozrodu może więc trwać od trzech do pięciu miesięcy.
Samce mogą konkurować o samice, wykazując względem siebie agresję. Niekiedy kilka z nich goni jedną samicę. Prawdopodobnie kopulacja indukuje owulację, po której samica zachodzi w ciążę. Po 58–60 dniach ciąży na świat przychodzą młode – są to najczęściej jeden–dwa, rzadko trzy noworodki. Poród przebiega w norze od października do stycznia. Masa urodzeniowa wynosi około 50 g. Po 21 dniach życia otwierają oczy. Pierwsze 40 dni życia spędzają w norze, po tym czasie są już częściowo odstawione od piersi.
Dojrzałość płciową osiąga w wieku 9–10 miesięcy, aczkolwiek część samic przystępuje do rozrodu dopiero w drugim roku życia. Pokolenie trwa 4 lata. Całkowitą długość życia szacuje się na 10 lat.

## Rozmieszczenie geograficzne
Puklerzyk różowy żyje na południu Ameryki Południowej. W Argentynie jego zasięg obejmuje prowincje Santa Cruz, San Luis, San Juan, Rio Negro, Neuquén, Mendoza, La Rioja, La Pampa, Córdoba, Chubut, Buenos Aires, natomiast w Chile regiony Valparaíso, Santiago, O'Higgins, Maule, Magallanes, Los Lagos, Araukania, Coquimbo, Biobío, Aisén. Podgatunek nominatywny występuje wyłącznie w Argentynie, na wschodzie i południowym wschodzie kraju. Opisany później drugi podgatunek prócz zachodniej Argentyny występuje także w Chile, obserwuje się go na południowym wschodzie tego kraju. Tereny te leżą na wysokości od poziomu morza do 2500 m.

## Ekologia

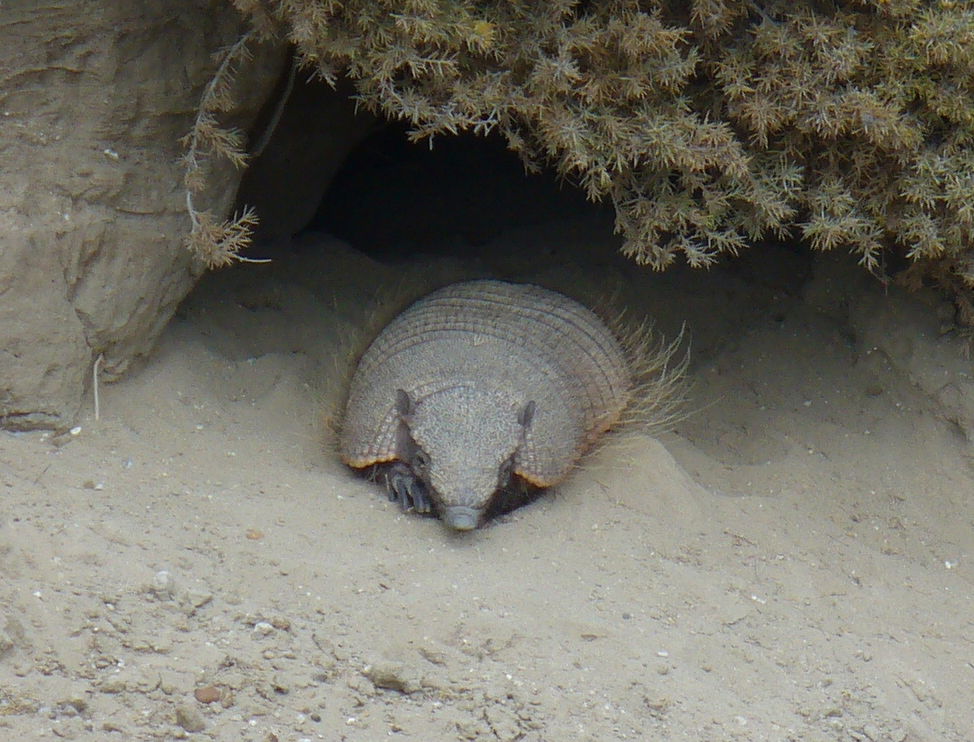
W argentyńskiej prowincji Chubut

Puklerzyk różowy zasiedla tereny suche i półsuche. Ogólnie przedstawiciele Chlamyphoridae dzięki sprawniejszym nerkom radzą sobie na terenach mniej zasobnych w wodę, która stanowi przeszkodę nie do przebycia dla pancernikowatych. Tak więc puklerzyka różowego spotyka się w suchych piaszczystych okolicach, także o podłożu pochodzenia wulkanicznego. Zasiedla on tereny trawiaste porośnięte izolowaną roślinnością krzewiastą, zwykle suche, jak patagońskie stepy czy pampę, ale też tereny bardziej krzaczaste, jak Chacoan Monte. Podgatunek nominatywny zasiedla zwłaszcza pampę. Tereny zmodyfikowane działalnością człowieka zasiedla puklerzyk w mniejszym stopniu.
Wybierając pożywienie, puklerzyk różowy nie jest wybredny. Określa się go jako oportunistycznego wszystkożercę. Preferuje on jednak owady, w szczególności chrząszcze, także ich larwy, mrówkowate, gniazdujące na ziemi pszczoły, i inne owady, ale konsumuje też pająki i skorpiony, a nawet kręgowce, jak jaszczurki i niewielkie ssaki. Nie pogardza również pokarmem roślinnym i grzybami. Na wolności nie pije natomiast wody.

## Zagrożenia i ochrona
IUCN zalicza puklerzyka różowego do gatunków bliskich zagrożenia wyginięciem (NT). Wśród zagrożeń wymienia się intensywne nielegalne polowania przeprowadzane przez ludzi i psy. Służą one zarówno konsumpcji, jak i rozrywce. Zjada się go, a także wykorzystuje w rękodzielnictwie. Jest jedną z częstszych ofiar kłusowników w Mendozie. Dochodzą do tego zgony w wypadkach komunikacyjnych, a także zniszczenie środowiska naturalnego, także na skutek nadmiernego wypasu bydła. Wymienia się także wpływ infekcji bakteryjnych, zwłaszcza w wilgotniejszych obszarach w porze deszczowej. Całkowita liczebność gatunku obniża się. Zagęszczenie spadło choćby w Mendozie, jest też niskie na południu Buenos Aires. Z innych terenów szczegółowych danych nie ma. Jego zasięg występowania obejmuje liczne tereny chronione.